# Bainbridge (Ohio)
Bainbridge is een plaats (census-designated place) in de Amerikaanse staat Ohio, en valt bestuurlijk gezien onder Geauga County.

## Demografie
Bij de volkstelling in 2000 werd het aantal inwoners vastgesteld op 3417.

## Geografie
Volgens het United States Census Bureau beslaat de plaats een oppervlakte van
8,9 km², waarvan 8,7 km² land en 0,2 km² water.

## Plaatsen in de nabije omgeving
De onderstaande figuur toont nabijgelegen plaatsen in een straal van 12 km rond Bainbridge.